# Adrien Truffert
Adrien Lilian Gaetan Truffert (* 20. November 2001 in Lüttich, Belgien) ist ein französischer Fußballspieler, der beim Erstligisten Stade Rennes unter Vertrag steht. Der linke Außenverteidiger ist seit September 2022 A-Nationalspieler.

## Karriere

### Verein
Der in Lüttich geborene Truffert spielte in den Juniorenmannschaften der ES Jouy Saint-Prest und des FC Chartres, bevor es ihn im Jahr 2015 in die renommierte Nachwuchsakademie von Stade Rennes verschlug. Im Dezember 2018 bestritt er seine erste Partie für die Reservemannschaft in der fünftklassigen Championnat National 3. Am 28. Mai 2020 wurde er mit seinem ersten professionellen Vertrag ausgestattet. In dieser Saison 2019/20 stand der linke Außenverteidiger bereits in 12 Ligaspielen für die Reserve auf dem Platz.
Zu Beginn der darauffolgenden Saison 2020/21 war er erstmals im Spieltagskader der ersten Mannschaft gelistet. Am 19. September 2020 (4. Spieltag) kam er unerwartet zu seinem Debüt in der Ligue 1, die höchste Spielklasse im französischen Fußball, bei dem er in der 41. Spielminute für den verletzten Faitout Maouassa eingewechselt wurde. Zu diesem Zeitpunkt lag Stade Rennes gegen den AS Monaco mit 0:1 in Rückstand, Truffert gelang es jedoch in der Schlussphase zuerst den Treffer von Steven Nzonzi vorzubereiten und anschließend selbst den 2:1-Siegtreffer zu erzielen. Auch in den nächsten Wochen erhielt Truffert regelmäßig Einsatzzeit von Cheftrainer Julien Stéphan.

### Nationalmannschaft
Truffert spielte zunächst für die Nachwuchsnationalmannschaften des FFF in den Altersklassen U18 und U19. Seit Oktober 2020 ist er für die U21-Nationalmannschaft im Einsatz. Am 25. September 2022 debütierte er im Alter von 20 Jahren in Kopenhagen bei der 0:2-Niederlage gegen die Nationalmannschaft Dänemarks im letzten Spiel in der Nations League, Gruppe A1 mit Einwechslung für Ferland Mendy in der 65. Minute. 2024 gewann er mit seiner Mannschaft die Silbermedaille beim olympischen Fußballturnier.